# アレクサンダー・ヒュー・ホームズ・スチュアート

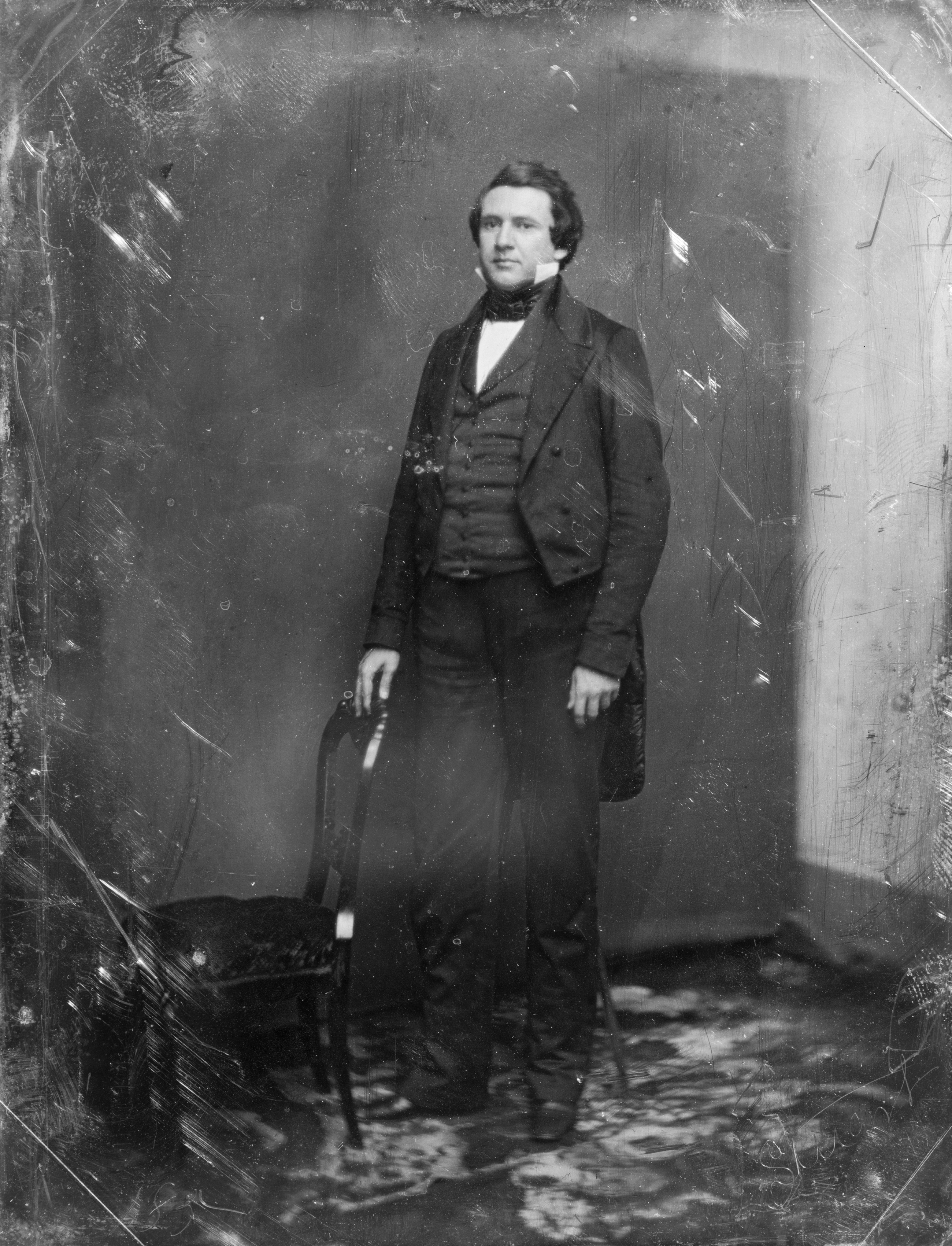
アレクサンダー・ヒュー・ホームズ・スチュアート

アレクサンダー・ヒュー・ホームズ・スチュアート（Alexander Hugh Holmes Stuart、1807年4月2日 - 1891年2月13日）は、アメリカ合衆国の政治家。ミラード・フィルモア政権でアメリカ合衆国内務長官を務めた。

## 生い立ちと初期の経歴
1807年4月2日、スチュアートはバージニア州スタントンにおいて誕生した。スチュアートはストーントン・アカデミーとウィリアム・アンド・メアリー大学で学び、1828年にバージニア大学を卒業した。スチュアートは法律を学び、1828年に弁護士として認可を受けた。スチュアートはストーントンで弁護士業を開業した。
スチュアートはホイッグ党に所属し、1836年から1839年までバージニア州下院議員を務めた。1841年、スチュアートはホイッグ党から連邦下院議員に選出された。スチュアートは連邦下院議員を1期2年務めた後、1843年に再選を目指したが、敗北した。

## アメリカ合衆国内務長官
1850年、スチュアートはミラード・フィルモア大統領の下でアメリカ合衆国内務長官に指名され、1853年まで内務長官を務めた。当時の内務省では政治的な利益誘導が慣習となっていた。スチュアートはこの慣習に直接手を下すことはしなかったが、人事に関する最低限の標準規約を整備し、利益誘導がもたらす行政の混乱を抑止した。スチュアートは職員の評価を正しく行うために公務員制度を導入した。スチュアートはまた、内務省内に農務局を設置し、人員の増大を理由として内務省の庁舎建設を求めた。
1856年にホイッグ党が消滅すると、スチュアートはアメリカ党の党員となった。だが間もなく政治情勢の変化によりアメリカ党も消滅した。スチュアートは1857年から1861年までバージニア州上院議員を務めた。スチュアートはハーパーズ・フェリーで発生したジョン・ブラウン襲撃事件に関する調査委員会の委員長を務めた。

## 南北戦争
1861年3月、スチュアートはバージニア州連邦離脱会議のメンバーを務め、バージニア州の連邦離脱について議論した。スチュアートは連邦離脱に反対した。アメリカ連合国が結成され、アメリカ南北間の対立が明白になると、スチュアートは1861年4月12日にウィリアム・プレストンおよびジョージ・ランドルフと特別代表団を構成してエイブラハム・リンカーン大統領と会談した。リンカーン大統領は南部に砦を保持し続けることを表明したため、3人は4月15日にバージニア州リッチモンドへ戻り、バージニア州の連邦離脱手続きを進めた。南北戦争中、スチュアートは年齢的理由により実戦への参加はしなかった。
1865年、スチュアートは連邦下院議員に選任され連邦議会に信任状を提示したが、議会は受諾を拒否した。1866年、スチュアートはペンシルベニア州フィラデルフィアの保守党全国大会に代表として参加した。スチュアートはバージニア州の九人委員会で委員長を務め、バージニア州が1870年に連邦へ復帰する足掛かりを作った。

## 晩年
スチュアートは1874年から1877年までバージニア州下院議員を務めた。またスチュアートは1876年から1882年まで、および1884年から1886年までバージニア大学で牧師を務めた。スチュアートはバージニア歴史協会の会長も務めた。スチュアートはその間、弁護士業も継続した。
1891年2月13日、スチュアートはバージニア州の故郷スタントンにおいて死去した。スチュアートの遺体はストーントンのソーンロウズ墓地に埋葬された。

## 家族
スチュアートの父はアイルランドからの移民の子孫で、判事のアーチボールド・スチュアート (Archibald Stuart, 1757-1832) であった。スチュアートの母は、エレノア・ブリスコウ (Eleanor Briscoe, 1768-1858) であった
スチュアートは1833年8月1日にフランシス・コーニーリア・ボールドウィン (Frances Cornelia Baldwin, 1815-1885) と結婚した。2人は以下の子供をもうけた。
1. ブリスコウ・ボールドウィン・スチュアート (Briscoe Baldwin Stuart, 1836-1858)
2. エレノア・オーガスタ・スチュアート (Eleanor Augusta Stuart, 1838-1878)
3. マーサ・スチュアート (Martha Stuart, 1841-????)
4. フランシス・ペイトン・スチュアート (Frances Peyton Stuart, 1842-1874)
5. メアリー・スチュアート (Mary Stuart, 1844-????)
6. アレクサンダー・ヒュー・ホームズ・スチュアート (Alexander Hugh Holmes Stuart, 1846-1866)
7. スーザン・ボールドウィン・スチュアート (Susan Baldwin Stuart, 1848-1867)
8. マーガレット・ブリスコウ・スチュアート (Margaret Briscoe Stuart, 1855-1932)
9. アーチボールド・ジェラード・スチュアート (Archibald Gerard Stuart, 1858-1885)